# Prima Divisione 1936-1937
La Prima Divisione 1936-1937 fu il torneo regionale superiore di quell’edizione del campionato italiano di calcio. Fu organizzata e gestita dai Direttori Regionali di Zona.
Ognuna delle 14 regioni metropolitane attive aveva un posto per la promozione. I tre rimanenti posti lasciati liberi dalle regioni inattive furono dati alle regioni più attive: uno al Piemonte e due alla Lombardia.

## Piemonte
Direttorio I Zona (Piemonte).
Sede: Via Ponza, 2 - Torino tel.43143.
Presidente: Gustavo Norzi
Segretario: Camillo Brignone
Cassiere: Piero Maina
Fiduciario C.I.T.A.: Francesco Mattea
Rap.Fasci Giovanili: Cav. Luigi Valtolina
Membro: Giacomo Bertolio

### Girone A

#### Squadre partecipanti
| Club                            | Città               | Stagione precedente |
| ------------------------------- | ------------------- | ------------------- |
| A.C. Biellese (B = riserve)     | Biella (VC)         |                     |
| A.C. Cossato                    | Cossato (VC)        |                     |
| U.S. Cusiana (B = riserve)      | Omegna (NO)         |                     |
| A.C. Intra                      | Intra (NO)          |                     |
| U.S. Juventus                   | Domodossola (NO)    |                     |
| S.S. Lesa-Belgirate             | Lesa-Belgirate (NO) |                     |
| U.S. Pro Vercelli (B = riserve) | Vercelli            |                     |
| S.S. Sparta                     | Novara              |                     |
| A.S. Stresiana                  | Stresa (NO)         |                     |
| A.S. Villadossola               | Villadossola (NO)   |                     |

#### Classifica
|  | Pos. | Squadra          | Pt       | G  | V  | N | P  | GF | GS | DR  |
|  | ---- | ---------------- | -------- | -- | -- | - | -- | -- | -- | --- |
|  | 1.   | Cossato          | 28       | 16 | 13 | 2 | 1  | 58 | 13 | +45 |
|  | 2.   | Pro Vercelli (B) | 25       | 16 | 12 | 1 | 3  | 79 | 19 | +60 |
|  | 3.   | Juventus Domo    | 22       | 16 | 10 | 2 | 4  | 35 | 18 | +17 |
|  | 4.   | Biellese (B)     | 18       | 16 | 9  | 0 | 7  | 32 | 27 | +5  |
|  | 4.   | Sparta Novara    | 18       | 16 | 8  | 2 | 6  | 32 | 36 | -4  |
|  | 6.   | Cusiana (B)      | 12       | 16 | 5  | 2 | 9  | 25 | 40 | -15 |
|  | 7.   | Villadossola     | 8        | 16 | 2  | 4 | 10 | 21 | 32 | -11 |
|  | 8.   | Stresiana        | 7        | 16 | 2  | 3 | 11 | 15 | 51 | -36 |
|  | 9.   | Lesa-Belgirate   | 6        | 16 | 2  | 2 | 12 | 14 | 68 | -54 |
|  | --   | Intra            | Ritirato |    |    |   |    |    |    |     |

Legenda:
      Ammesso alle finali regionali.
 Ritirato dal campionato.
Regolamento:
Due punti a vittoria, uno a pareggio, zero a sconfitta.
A parità di punti le squadre erano classificate a pari merito.
Note:
Differenza di 7 gol nel computo totale reti fatte/reti subite (311/304).

### Girone B

#### Squadre partecipanti
| Club                     | Città                  | Stagione precedente |
| ------------------------ | ---------------------- | ------------------- |
| A.S. Aosta               | Aosta                  |                     |
| U.S. Balzolese           | Balzola (AL)           |                     |
| U.S. Casale              | Casale Monferrato (AL) |                     |
| A.C. Chieri              | Chieri (TO)            |                     |
| G.S.F. Chivasso          | Chivasso (TO)          |                     |
| G.S. Dop. Cuneo Sportiva | Cuneo                  |                     |
| G.U.F. Torino            | Torino                 |                     |
| G.S. F.G.C. Ivrea        | Ivrea (TO)             |                     |
| G.S. Snia Viscosa        | Torino-Abbadia Stura   |                     |
| U.S. Valenzana           | Valenza (AL)           |                     |

#### Classifica
|  | Pos. | Squadra        | Pt       | G  | V  | N | P  | GF | GS | DR  |
|  | ---- | -------------- | -------- | -- | -- | - | -- | -- | -- | --- |
|  | 1.   | Casale         | 28       | 17 | 12 | 4 | 1  | 34 | 14 | +20 |
|  | 2.   | Chieri         | 21       | 16 | 8  | 5 | 3  | 29 | 14 | +15 |
|  | 3.   | Ivrea          | 19       | 17 | 5  | 9 | 3  | 29 | 18 | +11 |
|  | 4.   | Cuneo          | 18       | 17 | 6  | 6 | 5  | 28 | 22 | +6  |
|  | 4.   | Aosta          | 18       | 17 | 7  | 4 | 6  | 31 | 26 | +5  |
|  | 6.   | Balzolese (-1) | 17       | 17 | 7  | 4 | 6  | 31 | 28 | +3  |
|  | 7.   | Snia Viscosa   | 16       | 17 | 5  | 6 | 6  | 21 | 23 | -2  |
|  | 8.   | Valenzana      | 10       | 17 | 3  | 4 | 10 | 19 | 54 | -35 |
|  | 9.   | GUF Torino     | 6        | 16 | 2  | 2 | 12 | 15 | 35 | -20 |
|  | --   | Chivasso       | Ritirato |    |    |   |    |    |    |     |

Legenda:
      Ammesso alle finali regionali.
Regolamento:
Due punti a vittoria, uno a pareggio, zero a sconfitta.
A parità di punti le squadre erano classificate a pari merito.
Note:
Chieri e GUF Torino una partita in meno.
Balzolese ha scontato 1 punto di penalizzazione in classifica per una rinuncia.

### Girone finale
|  | Pos. | Squadra       | Pt | G | V | N | P | GF | GS | DR  |
|  | ---- | ------------- | -- | - | - | - | - | -- | -- | --- |
|  | 1.   | Cossato       | 10 | 6 | 4 | 2 | 0 | 13 | 3  | +10 |
|  | 2.   | Casale        | 8  | 6 | 3 | 2 | 1 | 12 | 5  | +7  |
|  | 3.   | Juventus Domo | 4  | 6 | 1 | 2 | 3 | 6  | 12 | -6  |
|  | 4.   | Chieri        | 2  | 6 | 0 | 2 | 4 | 2  | 13 | -11 |

Legenda:
      Campione piemontese Prima Divisione.
Regolamento:
Due punti a vittoria, uno a pareggio, zero a sconfitta.
A parità di punti le squadre erano classificate a pari merito.

#### Calendario
| Andata (1ª) | Andata (1ª) | Prima giornata   | Ritorno (4ª) | Ritorno (4ª) |
|             |             |                  |              |              |
| 11 apr.     | 3-0         | Cossato-Chieri   | 2-0          | 9 mag.       |
| 11 apr.     | 4-0         | Casale-Juve Domo | 2-1          | 9 mag.       |

| Andata (2ª) | Andata (2ª) | Seconda giornata  | Ritorno (5ª) | Ritorno (5ª) |
|             |             |                   |              |              |
| 18 apr.     | 2-2         | Juve Domo-Cossato | 0-3          | 16 mag.      |
| 21 apr.     | 1-1         | Chieri-Casale     | 0-4          | 16 mag.      |

| \| Andata (3ª) \| Andata (3ª) \| Terza giornata \| Ritorno (6ª) \| Ritorno (6ª) \| \| \| \| \| \| \| \| 1 mag. \| 0-0 \| Casale-Cossato \| 1-3 \| 23 mag. \| \| 1 mag. \| 1-1 \| Chieri-Juve Domo \| 0-2 \| 23 mag. \| |             |                  |              |              |
| Andata (3ª) | Andata (3ª) | Terza giornata   | Ritorno (6ª) | Ritorno (6ª) |
| |             |                  |              |              |
| 1 mag. | 0-0         | Casale-Cossato   | 1-3          | 23 mag.      |
| 1 mag. | 1-1         | Chieri-Juve Domo | 0-2          | 23 mag.      |

### Verdetti finali
- Casale e Cossato sono promosse in Serie C. Il Cossato però rinuncia e s'iscrive al campionato di Prima Divisione 1937-1938[5].

## Lombardia
Direttorio II Zona (Lombardia).
Sede: Viale Piave, 43 - Milano - tel.21925.
Presidente: cav. Eraldo Gaudenzi
Segr.e Cassiere: cav. e capomastro Riccardo Zoppini
Fiduciario C.I.T.A.: Dino Ciceri
Rap.Sez. Propaganda: cav. Rag. Gabriele Zeni
Rap.Fasci Giovanili: avv. Guido Freda
Membro aggiunto: rag. Francesco Andreoni.
Cambi di denominazione all'inizio della stagione:
- da Soc. Pro Voghera ad A.C. Vogherese;
- da S.S. Aquilotti di Pavia ad A.C. Pavese "Luigi Belli" di Pavia.

- Il Direttorio aggiunge un quarto girone al suo campionato.

### Girone A

#### Squadre partecipanti
| Club                                           | Città               | Stagione precedente |
| ---------------------------------------------- | ------------------- | ------------------- |
| U.S. Ardens                                    | Bergamo             |                     |
| Atalanta e Bergamasca Sez.Calcio (B = riserve) | Bergamo             |                     |
| A.C. Brescia (B = riserve)                     | Brescia             |                     |
| Caravaggio Sportiva                            | Caravaggio (BG)     |                     |
| A.C. Crema (B = riserve)                       | Crema               |                     |
| U.S. Cremonese (B = riserve)                   | Cremona             |                     |
| Dop. F.I.A.T. Sez.Calcio                       | Milano              |                     |
| G.S. Galbani                                   | Melzo (MI)          |                     |
| G.S. Carlo Tresoldi                            | Cassano d'Adda (MI) |                     |
| C.S. Trevigliese                               | Treviglio (BG)      |                     |

#### Classifica
|  | Pos. | Squadra       | Pt | G  | V  | N | P  | GF | GS | DR  |
|  | ---- | ------------- | -- | -- | -- | - | -- | -- | -- | --- |
|  | 1.   | Cremonese B   | 24 | 17 | 10 | 4 | 3  | 41 | 17 | +24 |
|  | 2.   | Galbani       | 23 | 18 | 9  | 5 | 4  | 43 | 35 | +8  |
|  | 3.   | Caravaggio    | 23 | 18 | 9  | 5 | 4  | 36 | 26 | +10 |
|  | 4.   | FIAT Milano   | 21 | 18 | 9  | 3 | 6  | 40 | 36 | +4  |
|  | 5.   | Atalanta B    | 20 | 17 | 7  | 6 | 4  | 43 | 23 | +20 |
|  | 6.   | Brescia B     | 19 | 16 | 7  | 5 | 4  | 38 | 31 | +7  |
|  | 7.   | Tresoldi      | 13 | 17 | 6  | 1 | 10 | 29 | 44 | -15 |
|  | 7.   | Ardens        | 13 | 18 | 5  | 3 | 10 | 27 | 45 | -18 |
|  | 9.   | Crema B       | 11 | 17 | 5  | 1 | 11 | 25 | 34 | -9  |
|  | 10.  | Trevigliese B | 7  | 18 | 3  | 1 | 14 | 14 | 45 | -31 |

Legenda:
      Ammesso alle finali regionali.
Regolamento:
Due punti a vittoria, uno a pareggio, zero a sconfitta.
A parità di punti le squadre erano classificate a pari merito.
Note:
Classifica incompleta (diverse gare qui mancanti ma disputate).

### Qualificazione alle finali
|         | Risultato |            | Luogo e data         |
| ------- | --------- | ---------- | -------------------- |
| Galbani | 3 - 0     | Caravaggio | Lodi, 25 aprile 1937 |
|         |           |            |                      |

#### Verdetti finali
- La Galbani è ammessa alla finale regionale per la promozione in Serie C.

### Girone B

#### Squadre partecipanti
| Club                            | Città                   | Stagione precedente     |
| ------------------------------- | ----------------------- | ----------------------- |
| A.C. Bressana                   | Bressana Bottarone (PV) |                         |
| U.S. Bronese                    | Broni (PV)              |                         |
| A.C. Codogno                    | Codogno (MI)            |                         |
| A.S. Fanfulla (B = riserve)     | Lodi (MI)               |                         |
| G.S. Dop. Isotta Fraschini      | Milano                  |                         |
| A.S. Pavese "Luigi Belli"       | Pavia                   | Sezione Propaganda FIGC |
| Piacenza Sportiva (B = riserve) | Piacenza                |                         |
| Dop. Aziendale Pirelli          | Milano-Bicocca          |                         |
| Redaelli                        | Milano                  |                         |
| A.C. Vogherese                  | Voghera (PV)            |                         |

#### Classifica
|  | Pos. | Squadra            | Pt | G  | V | N | P | GF | GS | DR |
|  | ---- | ------------------ | -- | -- | - | - | - | -- | -- | -- |
|  | 1.   | Isotta Fraschini   | 29 | 18 |   |   |   |    |    |    |
|  | 2.   | Pirelli            | 23 | 18 |   |   |   |    |    |    |
|  | 3.   | Pavese Luigi Belli | 21 | 18 |   |   |   |    |    |    |
|  | 4.   | Redaelli           | 20 | 18 |   |   |   |    |    |    |
|  | 5.   | Fanfulla B         | 20 | 18 |   |   |   |    |    |    |
|  | 6.   | Codogno            | 18 | 18 |   |   |   |    |    |    |
|  | 7.   | Vogherese          | 17 | 18 |   |   |   |    |    |    |
|  | 8.   | Bressana           | 15 | 18 |   |   |   |    |    |    |
|  | 9.   | Bronese            | 12 | 18 |   |   |   |    |    |    |
|  | 10.  | Piacenza B         | 5  | 18 |   |   |   |    |    |    |

Legenda:
      Ammesso alle finali regionali.
Regolamento:
Due punti a vittoria, uno a pareggio, zero a sconfitta.
A parità di punti le squadre erano classificate a pari merito.

#### Verdetti finali
- Isotta Fraschini ammessa alla finale regionale per la promozione.
- Pavese Luigi Belli poi ammessa a tavolino in Serie C.

### Girone C

#### Squadre partecipanti
| Club                          | Città         | Stagione precedente |
| ----------------------------- | ------------- | ------------------- |
| D.A. Alfa Romeo               | Milano        |                     |
| S.S. Alleanza                 | Milano        |                     |
| G.S. Bernocchi                | Legnano (MI)  |                     |
| U.S. Bollatese                | Bollate (MI)  |                     |
| A.C. Minerva                  | Milano        |                     |
| A.C. Montello                 | Milano        |                     |
| G.S. S.A.F.F.A.               | Magenta (MI)  |                     |
| A.C. Stelvio                  | Milano        |                     |
| Varese Sportiva (B = riserve) | Varese        |                     |
| A.C. Vigevano (B = riserve)   | Vigevano (PV) |                     |

#### Classifica
|  | Pos. | Squadra    | Pt       | G  | V | N | P | GF | GS | DR |
|  | ---- | ---------- | -------- | -- | - | - | - | -- | -- | -- |
|  | 1.   | Alfa Romeo | 29       | 18 |   |   |   |    |    |    |
|  | 2.   | S.A.F.F.A. | 21       | 18 |   |   |   |    |    |    |
|  | 3.   | Bernocchi  | 19       | 18 |   |   |   |    |    |    |
|  | 4.   | Vigevano B | 18       | 18 |   |   |   |    |    |    |
|  | 5.   | Stelvio    | 17       | 18 |   |   |   |    |    |    |
|  | 6.   | Varese B   | 15       | 18 |   |   |   |    |    |    |
|  | 7.   | Bollatese  | 12       | 18 |   |   |   |    |    |    |
|  | 8.   | Alleanza   | 9        | 18 |   |   |   |    |    |    |
|  | 9.   | Montello   | 4        | 18 |   |   |   |    |    |    |
|  | 10.  | Minerva    | rinuncia | 18 |   |   |   |    |    |    |

Legenda:
      Ammesso alle finali regionali.
Regolamento:
Due punti a vittoria, uno a pareggio, zero a sconfitta.
A parità di punti le squadre erano classificate a pari merito.

#### Verdetti finali
- L'Alfa Romeo è ammessa alla finale regionale per la promozione in Serie C.

### Girone D

#### Squadre partecipanti
| Club                                                    | Città                   | Stagione precedente                     |
| ------------------------------------------------------- | ----------------------- | --------------------------------------- |
| A.S. Ardita                                             | Como-Rebbio             |                                         |
| G.S. Dop. Ernesto Breda                                 | Sesto San Giovanni (MI) |                                         |
| U.S. Caratese                                           | Carate Brianza (MI)     |                                         |
| A.S. Como                                               | Como                    | 16º nel girone B di Serie C, retrocesso |
| Dop. Acciaierie e Ferriere Lombarde Falck (B = riserve) | Sesto San Giovanni (MI) |                                         |
| S.S. La Folgore                                         | Cesano Maderno (MI)     |                                         |
| A.C. Lecco (B = riserve)                                | Lecco (CO)              |                                         |
| A.C. Monza (B = riserve)                                | Monza (MI)              | girone E 2ª Divisione                   |
| G.S. Pro Lissone                                        | Lissone (MI)            | Anno sabbatico                          |
| A.C. Seregno (B = riserve)                              | Seregno (MI)            |                                         |

#### Classifica
|  | Pos. | Squadra       | Pt | G  | V  | N | P  | GF | GS | DR  |
|  | ---- | ------------- | -- | -- | -- | - | -- | -- | -- | --- |
|  | 1.   | Caratese      | 26 | 18 | 12 | 2 | 4  | 35 | 28 | +7  |
|  | 2.   | La Folgore    | 23 | 18 | 10 | 3 | 5  | 36 | 18 | +18 |
|  | 2.   | Como          | 23 | 18 | 10 | 3 | 5  | 33 | 22 | +11 |
|  | 4.   | Ernesto Breda | 20 | 18 | 8  | 4 | 6  | 38 | 29 | +9  |
|  | 5.   | Seregno B     | 18 | 18 | 7  | 4 | 7  | 32 | 31 | +1  |
|  | 6.   | Falck B       | 17 | 18 | 7  | 3 | 8  | 26 | 22 | +4  |
|  | 7.   | Ardita        | 17 | 18 | 6  | 5 | 7  | 32 | 33 | -1  |
|  | 8.   | Lecco B       | 14 | 18 | 5  | 4 | 9  | 21 | 37 | -16 |
|  | 9.   | Monza B       | 11 | 18 | 1  | 9 | 8  | 17 | 29 | -12 |
|  | 10.  | Pro Lissone   | 11 | 18 | 4  | 3 | 11 | 19 | 40 | -21 |

Legenda:
      Ammesso alle finali regionali.
L’Ardita si fuse a fine stagione col Como.
Regolamento:
Due punti a vittoria, uno a pareggio, zero a sconfitta.
A parità di punti le squadre erano classificate a pari merito.

### Girone di finale

#### Classifica
|  | Pos. | Squadra          | Pt | G | V | N | P | GF | GS | DR |
|  | ---- | ---------------- | -- | - | - | - | - | -- | -- | -- |
|  | 1.   | Isotta Fraschini | 8  | 6 |   |   |   |    |    |    |
|  | 2.   | Galbani          | 7  | 6 |   |   |   |    |    |    |
|  | 3.   | Alfa Romeo       | 6  | 6 |   |   |   |    |    |    |
|  | 4.   | Caratese         | 3  | 6 |   |   |   |    |    |    |

Legenda:
      Ammesso alle finali regionali.
Regolamento:
Due punti a vittoria, uno a pareggio, zero a sconfitta.
A parità di punti le squadre erano classificate a pari merito.

#### Verdetti finali
- L'Isotta Fraschini è campione lombardo di 1ª Divisione 1936-37.
- Isotta Fraschini, Galbani e Alfa Romeo furono promosse subito in Serie C[5].
- Alla Caratese fu offerta l'ammissione alla Serie C dopo la compilazione dei nuovi quadri stagionali per sostituire la Pistoiese, con ripescaggio possibile solo nel girone triveneto per mancanza di un posto libero nel girone lombardo. Accettò.

## Veneto
Direttorio III Zona (Veneto).
Sede: S.Geremia 290 - Venezia - tel.22880.
Presidente: Antonio Scalabrin
Segretario: Egidio Centanni
Fiduciario C.I.T.A.: dr. Giorgio Pasetto
Membri: dr. Nereo Bertoli e dr. Ubaldo Camilotti.

### Girone unico

#### Squadre partecipanti
| Club                         | Città                    | Stagione precedente |
| ---------------------------- | ------------------------ | ------------------- |
| U.S. Audace                  | Verona-San Michele Extra |                     |
| A.S.F. Bassano               | Bassano del Grappa (VI)  |                     |
| A.C. "Gianvittore Mezzomo"   | Feltre (BL)              |                     |
| G.S. Giorgione               | Castelfranco Veneto (TV) |                     |
| Dop. Lanificio Rossi         | Piovene Rocchette (VI)   |                     |
| A.C. Legnago                 | Legnago (VR)             |                     |
| A.F.C. Mestre                | Venezia-Mestre           |                     |
| A.C. Schio                   | Schio (VI)               |                     |
| A.C. Treviso (B = riserve)   | Treviso                  |                     |
| A.F.C. Venezia (B = riserve) | Venezia                  |                     |
| A.C. Verona (B = riserve)    | Verona                   |                     |

#### Classifica
|  | Pos. | Squadra             | Pt | G  | V  | N | P  | GF | GS | DR  |
|  | ---- | ------------------- | -- | -- | -- | - | -- | -- | -- | --- |
|  | 1.   | Audace SME          | 30 | 20 | 14 | 2 | 4  | 52 | 24 | +28 |
|  | 2.   | Gianvittore Mezzomo | 27 | 20 | 12 | 3 | 5  | 37 | 23 | +14 |
|  | 3.   | Venezia B           | 25 | 20 | 10 | 5 | 5  | 48 | 35 | +13 |
|  | 4.   | Legnago             | 22 | 20 | 9  | 4 | 7  | 28 | 25 | +3  |
|  | 5.   | Verona B            | 21 | 20 | 8  | 5 | 7  | 43 | 41 | +2  |
|  | 6.   | Lanificio Rossi     | 20 | 20 | 8  | 4 | 8  | 32 | 27 | +5  |
|  | 6.   | Schio               | 20 | 20 | 7  | 6 | 7  | 23 | 26 | -3  |
|  | 8.   | Mestre              | 18 | 20 | 8  | 2 | 10 | 33 | 33 | 0   |
|  | 9.   | Bassano             | 16 | 20 | 7  | 2 | 11 | 24 | 27 | -3  |
|  | 10.  | Giorgione           | 14 | 20 | 7  | 0 | 13 | 26 | 52 | -26 |
|  | 11.  | Treviso B           | 7  | 20 | 2  | 3 | 15 | 17 | 50 | -33 |

Legenda:
      Promosso in Serie C.
Regolamento:
Due punti a vittoria, uno a pareggio, zero a sconfitta.
A parità di punti le squadre erano classificate a pari merito.
- Direttorio IV Zona (Venezia Tridentina).
Sede: Via San Pietro, 2 - Trento.
Presidente e Fid. C.I.T.A.: Adalberto Bragagna
Segretario: rag. Alfredo Piffer
Membri: Giuseppe Armani e cap. Carlo Callin e Tullio Casari.

Non disputato.

## Venezia Giulia
Direttorio V Zona (Venezia Giulia).
Sede: Via Mazzini, 30 - Trieste.
Presidente: Piero Sponza
Segretario: cav. rag. Umberto Petariny
Fiduciario C.I.T.A: Marcello Salvagno
Rappr.Fasci Giovanili: Giorgio Brumatti
Membri aggiunti: rag. Giuseppe Cecotti e cav. Costante Pessato.

### Girone unico

#### Squadre partecipanti
| Club                            | Città               | Stagione precedente |
| ------------------------------- | ------------------- | ------------------- |
| Dop. A.C.E.G.A.T.               | Trieste             |                     |
| Ampelea                         | Isola d'Istria (PL) |                     |
| D.A. C.R.D.A. Monfalcone        | Monfalcone (TS)     |                     |
| Dop. Ernesto Solvay Sez. Calcio | Monfalcone (TS)     |                     |
| A.C. Pieris                     | Pieris (TS)         |                     |
| O.N.D. Pordenone                | Pordenone (UD)      |                     |

#### Classifica
|  | Pos. | Squadra         | Pt | G  | V | N | P | GF | GS | DR |
|  | ---- | --------------- | -- | -- | - | - | - | -- | -- | -- |
|  | 1.   | Ampelea         | 15 | 10 | 5 | 5 | 0 | 16 | 8  | +8 |
|  | 2.   | CRDA Monfalcone | 13 | 10 | 5 | 3 | 2 | 18 | 12 | +6 |
|  | 3.   | Pordenone       | 11 | 10 | 4 | 3 | 3 | 23 | 18 | +5 |
|  | 4.   | A.C.E.G.A.T.    | 10 | 10 | 3 | 4 | 3 | 12 | 16 | -4 |
|  | 5.   | Solvay          | 6  | 10 | 2 | 2 | 6 | 10 | 18 | -8 |
|  | 6.   | Pieris          | 5  | 10 | 1 | 3 | 6 | 9  | 16 | -7 |

Legenda:
      Promosso in Serie C.
Regolamento:
Due punti a vittoria, uno a pareggio, zero a sconfitta.
A parità di punti le squadre erano classificate a pari merito.

## Liguria
Direttorio VI Zona (Liguria).
Sede: Galleria Mazzini, 7/1 - Genova tel. 54-880.
Presidente: dott. Mario Tortarolo
Segretario: cav. Cesare Congiatu
Fiduciario C.I.T.A.: dr. Alfredo Candela
Rap.Sez. Propaganda: Alberto Lepri
Membro aggiunto: comm. Giovanni Dall'Orso.

### Girone unico

#### Squadre partecipanti
| Club                           | Città              | Stagione precedente |
| ------------------------------ | ------------------ | ------------------- |
| Dopolavoro Provincia di Genova | Genova             |                     |
| A.S. Finalese                  | Finale Ligure (SV) |                     |
| Pol. Loanese                   | Loano (SV)         |                     |
| A.C. Savona (B = riserve)      | Savona             |                     |
| U.S. Sanremese (B = riserve)   | Sanremo (IM)       |                     |
| A.C. Spezia (B = riserve)      | La Spezia          |                     |

#### Classifica
|  | Pos. | Squadra             | Pt | G  | V | N | P | GF | GS | DR  |
|  | ---- | ------------------- | -- | -- | - | - | - | -- | -- | --- |
|  | 1.   | Spezia B            | 13 | 9  | 5 | 3 | 1 | 25 | 12 | +13 |
|  | 1.   | Provincia di Genova | 13 | 10 | 4 | 5 | 1 | 25 | 18 | +7  |
|  | 3.   | Savona B            | 10 | 9  | 4 | 2 | 3 | 16 | 15 | +1  |
|  | 3.   | Sanremese B         | 10 | 10 | 4 | 2 | 4 | 20 | 12 | +8  |
|  | 5.   | Loanese (-1)        | 5  | 8  | 2 | 2 | 4 | 14 | 17 | -3  |
|  | 6.   | Finalese            | 4  | 10 | 2 | 0 | 8 | 12 | 38 | -26 |

Legenda:
      Campione titolare ligure. Lo Spezia B è campione riserve.
Regolamento:
Due punti a vittoria, uno a pareggio, zero a sconfitta.
A parità di punti le squadre erano classificate a pari merito.
Note:
Mancano le partite: Spezia B-Loanese e Savona B-Loanese.
Il Dopolavoro Provincia di Genova è promosso in Serie C, ma rinuncia alla promozione e si iscrive al successivo campionato di Prima Divisione..
Loanese ha scontato 1 punto di penalizzazione in classifica per una rinuncia.

## Emilia
Direttorio VII Zona (Emilia).
Sede: Via Ugo Bassi Locali Borsa 26 B - Bologna tel. 23413.
Presidente: cav. rag. Carlo Mazzantini
Fiduciario C.I.T.A.: Giuseppe Turbiani
Membri: cav. Coriolano Ferrini, Lodovico Bruneti, geom. Filiberto Solli e Alberto Stagni.

### Girone unico

#### Squadre partecipanti
| Club                           | Città          | Stagione precedente |
| ------------------------------ | -------------- | ------------------- |
| A.G.C. Budrio                  | Budrio (BO)    |                     |
| U.S. Imolese "Francesco Zardi" | Imola (BO)     |                     |
| A.C. Mantova (B = riserve)     | Mantova        |                     |
| S.P. Molinella                 | Molinella (BO) |                     |
| Pro Calcio Guastalla           | Guastalla (RE) |                     |
| U.S. Russi                     | Russi (RA)     |                     |
| S.P.A.L. (B = riserve)         | Ferrara        |                     |
| Modena (B = riserve)           | Modena         |                     |

### Classifica
|  | Pos. | Squadra   | Pt | G  | V | N | P | GF | GS | DR  |
|  | ---- | --------- | -- | -- | - | - | - | -- | -- | --- |
|  | 1.   | Molinella | 22 | 14 | 9 | 4 | 1 | 35 | 7  | +28 |
|  | 2.   | ???       | ?? | 14 |   |   |   |    |    |     |
|  | 3.   | ???       | ?? | 14 |   |   |   |    |    |     |
|  | 4.   | Russi     | ?? | 14 |   |   |   |    |    |     |
|  | 5.   | ???       | ?? | 14 |   |   |   |    |    |     |
|  | 6.   | ???       | ?? | 14 |   |   |   |    |    |     |
|  | 7.   | ???       | ?? | 14 |   |   |   |    |    |     |
|  | 8.   | ???       | ?? | 14 |   |   |   |    |    |     |

Legenda:
      Campione emiliano Prima Divisione.
Regolamento:
Due punti a vittoria, uno a pareggio, zero a sconfitta.
A parità di punti le squadre erano classificate a pari merito.
Note:
Il Molinella è campione emiliano di Prima Divisione, ma rinuncia alla Serie C 1937-1938.

## Toscana
Direttorio VIII Zona (Toscana).
Sede: Via Bufalini, 12 - Firenze tel. 24541.
Presidente: cav. Dante Berretti
Segretario: Umberto Tassinari
Fiduciario C.I.T.A.: Achille Pizziolo
Membri: Giorgio Del Sere, cav. Franco Fedele Bozzi e Giuseppe Silenzi.
Cambio di denominazione all'inizio della stagione:
- Da U.S. Aquila di Montevarchi a Dop. Sportivo Aquila-Montevarchi.

### Girone A

#### Squadre partecipanti
| Club                                | Città            | Stagione precedente |
| ----------------------------------- | ---------------- | ------------------- |
| D.S. Aquila-Montevarchi             | Montevarchi (AR) |                     |
| Dop. Interaziendale Empolese Calcio | Empoli (FI)      |                     |
| G.R.F. Giovanni Berta               | Firenze          |                     |
| A.C. Prato (B = riserve)            | Prato (FI)       |                     |
| U.S. Pistoiese (B = riserve)        | Pistoia          |                     |
| A.C. Siena (B = riserve)            | Siena            |                     |
| Dop. S.A.F.F.A.                     | Fucecchio (FI)   |                     |

#### Classifica
|  | Pos. | Squadra          | Pt | G  | V | N | P  | GF | GS | DR  |
|  | ---- | ---------------- | -- | -- | - | - | -- | -- | -- | --- |
|  | 1.   | Empolese         | 19 | 12 | 9 | 1 | 2  | 28 | 10 | +18 |
|  | 2.   | SAFFA Fucecchio  | 17 | 12 | 7 | 3 | 2  | 25 | 8  | +17 |
|  | 3.   | Giovanni Berta   | 16 | 12 | 6 | 4 | 2  | 37 | 14 | +23 |
|  | 4.   | Montevarchi      | 15 | 12 | 6 | 3 | 3  | 32 | 18 | +14 |
|  | 5.   | Pistoiese B (-1) | 8  | 12 | 3 | 3 | 6  | 10 | 32 | -22 |
|  | 6.   | Prato B          | 5  | 12 | 2 | 1 | 9  | 9  | 25 | -16 |
|  | 7.   | Siena B          | 3  | 12 | 1 | 1 | 10 | 4  | 38 | -34 |

Legenda:
      Ammesso alle finali regionali.
Regolamento:
Due punti a vittoria, uno a pareggio, zero a sconfitta.
A parità di punti le squadre erano classificate a pari merito.
Note:
Pistoiese B ha scontato 1 punto di penalizzazione in classifica per una rinuncia.

### Girone B

#### Squadre partecipanti
| Club                                            | Città           | Stagione precedente |
| ----------------------------------------------- | --------------- | ------------------- |
| U.S. Carrarese "Pietrino Binelli" (B = riserve) | Apuania-Carrara |                     |
| G.U.F. Spezia                                   | La Spezia       |                     |
| U.S. Livorno (B = riserve)                      | Livorno         |                     |
| U.S. Pontedera (B = riserve)                    | Pontedera (PI)  |                     |
| A.C. Pisa (B = riserve)                         | Pisa            |                     |
| U.S. Sempre Avanti (B = riserve)                | Piombino (LI)   |                     |
| U.S. Vezio Parducci Viareggio (B = riserve)     | Viareggio (LU)  |                     |

#### Classifica
|  | Pos. | Squadra                | Pt      | G  | V  | N | P | GF | GS | DR  |
|  | ---- | ---------------------- | ------- | -- | -- | - | - | -- | -- | --- |
|  | 1.   | Livorno B              | 20      | 11 | 10 | 0 | 1 | 37 | 6  | +31 |
|  | 2.   | Pisa B                 | 17      | 11 | 8  | 1 | 2 | 23 | 14 | +9  |
|  | 3.   | Pontedera B            | 14      | 11 | 7  | 0 | 4 | 27 | 16 | +11 |
|  | 4.   | GUF Spezia             | 10      | 11 | 4  | 2 | 5 | 24 | 26 | -2  |
|  | 5.   | Sempre Avanti (-1)     | 5       | 11 | 3  | 0 | 8 | 15 | 26 | -11 |
|  | 5.   | Carrarese P. Binelli B | 5       | 11 | 2  | 1 | 8 | 13 | 38 | -25 |
|  | --   | Viareggio B            | Escluso |    |    |   |   |    |    |     |

Legenda:
      Ammesso alle finali regionali.
Regolamento:
Due punti a vittoria, uno a pareggio, zero a sconfitta.
A parità di punti le squadre erano classificate a pari merito.
Note:
Viareggio escluso dopo 4 rinunce.
Piombino ha scontato 1 punto di penalizzazione in classifica per una rinuncia.

### Girone finale (riserve)
- Livorno B
- Pistoiese B

#### Verdetti
- La Pistoiese B rinuncia ed il Livorno B è ammesso alla finalissima per il titolo.

### Girone finale (promozione)

#### Classifica
|  | Pos. | Squadra         | Pt       | G | V | N | P | GF | GS | DR  |
|  | ---- | --------------- | -------- | - | - | - | - | -- | -- | --- |
|  | 1.   | SAFFA Fucecchio | 7        | 4 | 3 | 1 | 0 | 9  | 3  | +6  |
|  | 2.   | Giovanni Berta  | 5        | 4 | 2 | 1 | 1 | 9  | 4  | +5  |
|  | 3.   | GUF Spezia      | 0        | 4 | 0 | 0 | 4 | 2  | 13 | -11 |
|  | -.   | Empolese        | Ritirato |   |   |   |   |    |    |     |

Legenda:
      Promosso in Serie C.
Regolamento:
Due punti a vittoria, uno a pareggio, zero a sconfitta.
A parità di punti le squadre erano classificate a pari merito.
Note:
Empolese ripescata in Serie C.

### Finalissima per il titolo
- Il Livorno B rinuncia e la S.A.F.F.A. è campione toscano di Prima Divisione.

## Marche
Direttorio IX Zona (Marche).
Sede: Via Torroni, 5 - Ancona tel. 24-28.
Presidente: rag. Giulio Borghetti
Fiduciario C.I.T.A.: cav. rag. Antenore Campi
Rappr.Fasci Giovanili: Bruno Esposto
Membri: geom. Ugo Broccolo, cav. Giuseppe Morganti e cav. Ezzelino Sguazzini.

### Girone unico

#### Squadre partecipanti
| Club                                         | Città                         | Stagione precedente |
| -------------------------------------------- | ----------------------------- | ------------------- |
| Pol. Alma Juventus (B = riserve)             | Fano (PS)                     |                     |
| U.S. Anconitana Emilio Bianchi (B = riserve) | Ancona                        |                     |
| S.S. Ascoli                                  | Ascoli Piceno                 |                     |
| Dop. Cantiere Navale                         | Ancona                        |                     |
| A.S. Cluana                                  | Porto Civitanova (MC)         |                     |
| S.S. Fabriano                                | Fabriano (AN)                 |                     |
| A.S. Jesi (B = riserve)                      | Jesi (AN)                     |                     |
| A.C. Macerata (B = riserve)                  | Macerata                      |                     |
| U.S. Sambenedettese                          | San Benedetto del Tronto (AP) | Anno sabbatico      |
| S.S. Vis Pesaro                              | Pesaro                        |                     |

#### Classifica
|  | Pos. | Squadra              | Pt       | G  | V  | N | P  | GF | GS | DR  |
|  | ---- | -------------------- | -------- | -- | -- | - | -- | -- | -- | --- |
|  | 1.   | Cantiere Navale      | 24       | 14 | 11 | 2 | 1  | 26 | 5  | +21 |
|  | 2.   | Sambenedettese       | 22       | 14 | 10 | 2 | 2  | 33 | 8  | +25 |
|  | 3.   | Vis Pesaro (-2)      | 14       | 14 | 7  | 2 | 5  | 19 | 14 | +5  |
|  | 4.   | Ascoli               | 13       | 14 | 6  | 1 | 7  | 19 | 20 | -1  |
|  | 4.   | Anconitana-Bianchi B | 13       | 14 | 5  | 3 | 6  | 22 | 21 | +1  |
|  | 6.   | Fabriano             | 11       | 14 | 3  | 5 | 6  | 14 | 26 | -12 |
|  | 7.   | Macerata B           | 10       | 14 | 5  | 0 | 9  | 16 | 26 | -10 |
|  | 8.   | Jesi B               | 3        | 14 | 1  | 1 | 12 | 6  | 35 | -29 |
|  | --   | Fano B               | Ritirato |    |    |   |    |    |    |     |
|  | --   | Cluana               | Ritirato |    |    |   |    |    |    |     |

Legenda:
      Campione marchigiano titolare.
Regolamento:
Due punti a vittoria, uno a pareggio, zero a sconfitta.
A parità di punti le squadre erano classificate a pari merito.
Note:
Vis Pesaro ha scontato 2 punti di penalizzazione in classifica per due rinunce.
Il Cantiere Navale rinunciò per il secondo anno alla promozione e chiuse la sua esperienza sportiva.

## Lazio
Direttorio X Zona (Umbria).
Sede: Via Baldeschi, 2 - Perugia.
Presidente: Gastone Buonaiuti
Segretario: avv. Filippo Flaminio Dei
Fiduciario C.I.T.A.: dott. Aldo Magrini
Membri: dott. ing. Augusto Paganelli, rag. Domenico Barassi e Fernando Mancinelli.
- Campionato non organizzato per carenza di iscrizioni, squadre aggregate al Lazio.

Direttorio XI Zona (Lazio).
Sede: Via Colonna Antonina, 41 - Roma tel. 67223.
Presidente: rag. Federico Tedeschi
Segretario: Adolfo Ramoni
Cassiere: cav. Sebastiano Bartoli Avveduti
Fiduciario C.I.T.A.: Giuseppe Fois
Rappr. Sez. Propaganda: rag. Guido D'Atri
Rappr. Gruppi Univ.F.: dr. ing. Wolfango Dominici
Rappr. Fasci Giovanili: comm. Ettore Marucci.
Cambi di denominazione all'inizio della stagione:
- da A.C. F.A.U.L. di Viterbo ad A.S. Viterbo.

### Squadre partecipanti
| Club                             | Città     | Stagione precedente |
| -------------------------------- | --------- | ------------------- |
| Pol.F. Mario Umberto Borzacchini | Terni     |                     |
| S.G.S. Fortitudo, Roma           | Roma      |                     |
| G.S. M.A.T.E.R.                  | Roma      |                     |
| G.S. Monte dei Paschi            | Roma      |                     |
| U.S. Ostiense                    | Roma      |                     |
| A.S. Sora                        | Sora (FR) |                     |
| G.S. Tevercalcio                 | Roma      |                     |
| A.S. Trastevere, Roma            | Roma      |                     |

### Classifica
|  | Pos. | Squadra           | Pt | G  | V | N | P | GF | GS | DR  |
|  | ---- | ----------------- | -- | -- | - | - | - | -- | -- | --- |
|  | 1.   | Ostiense          | 19 | 14 | 9 | 1 | 4 | 30 | 15 | +15 |
|  | 2.   | Tevercalcio       | 18 | 14 | 7 | 4 | 3 | 21 | 14 | +7  |
|  | 3.   | Monte dei Paschi  | 17 | 14 | 6 | 5 | 3 | 14 | 10 | +4  |
|  | 4.   | MATER B           | 14 | 14 | 4 | 6 | 4 | 18 | 17 | +1  |
|  | 5.   | Borzacchini Terni | 12 | 14 | 5 | 2 | 7 | 13 | 16 | -3  |
|  | 5.   | Trastevere        | 12 | 14 | 3 | 6 | 5 | 18 | 22 | -4  |
|  | 7.   | Fortitudo         | 11 | 14 | 4 | 3 | 7 | 18 | 26 | -8  |
|  | 8.   | Sora (-2)         | 7  | 14 | 3 | 3 | 8 | 11 | 23 | -12 |

Legenda:
      Campione laziale di Prima Divisione.
Regolamento:
Due punti a vittoria, uno a pareggio, zero a sconfitta.
A parità di punti le squadre erano classificate a pari merito.
Note:
Il Sora ha scontato due punti di penalizzazione.
L'Ostiense rinuncia all'iscrizione alla Serie C, e rinuncia anche alla Prima Divisione.
Il Monte dei Paschi rinuncia alla Prima Divisione 1937-1938.
M.A.T.E.R. riserve e Fortitudo si iscrivono alla Seconda Divisione 1937-1938.
Sora ha scontato 2 punti di penalizzazione in classifica per due rinunce.

## Abruzzi
Direttorio XII Zona (Abruzzi).
Sede: Palazzo del Littorio - Aquila degli Abruzzi.
Presidente: prof. dott. Giulio Natali

### Girone unico

#### Squadre partecipanti
| Club                      | Città           | Stagione precedente |
| ------------------------- | --------------- | ------------------- |
| A.S. Aquila (B = riserve) | L'Aquila        |                     |
| Pol. Castrum              | Giulianova (TE) |                     |
| Ass. Pol. Interamnia      | Teramo          |                     |
| A.S.F. Popoli             | Popoli (PE)     |                     |
| S.S. Sulmona              | Sulmona (AQ)    |                     |

#### Classifica
|  | Pos. | Squadra    | Pt | G | V | N | P | GF | GS | DR |
|  | ---- | ---------- | -- | - | - | - | - | -- | -- | -- |
|  | 1.   | Popoli     | 12 | 8 | 6 | 0 | 2 | 13 | 7  |    |
|  | 2.   | Castrum    | 11 | 8 | 5 | 1 | 2 | 24 | 7  |    |
|  | 3.   | L’Aquila B | 9  | 8 | 3 | 3 | 2 | 10 | 16 |    |
|  | 4.   | Interamnia | 5  | 8 | 1 | 3 | 4 | 6  | 13 |    |
|  | 5.   | Sulmona    | 3  | 8 | 0 | 3 | 5 | 5  | 15 |    |

Legenda:
      Promosso in Serie C dopo finali.
Regolamento:
Due punti a vittoria, uno a pareggio, zero a sconfitta.
A parità di punti le squadre erano classificate a pari merito.

## Campania
Direttorio XIII Zona (Campania).
Sede: Via Medina, 63 - Napoli tel. 28872.
Presidente: Marchese dr. ing. Gaetano Del Pezzo
Cassiere: dott. Luigi Ruggiero
Segr. Fid. C.I.T.A.: Aniello Mazza
Rappr. Fasci Giovanili: avv. Gaetano Cerbone
Membri: avv. Domenico Del Prato e tel. col. Enrico Chiari.

### Girone unico

#### Squadre partecipanti
| Club                           | Città                        | Stagione precedente                          |
| ------------------------------ | ---------------------------- | -------------------------------------------- |
| U.S. Battipaglia               | Battipaglia (SA)             |                                              |
| A.C. Caserta                   | Caserta                      |                                              |
| S.S. Giovinezza                | Portici (NA)                 |                                              |
| G.S. Monte dei Paschi          | Napoli                       |                                              |
| A.C. Nola                      | Nola (NA)                    |                                              |
| U.S. Salernitana (B = riserve) | Salerno                      |                                              |
| A.C. Stabia                    | Castellammare di Stabia (NA) |                                              |
| A.C. Torre Annunziata          | Torre Annunziata (NA)        | Club rifondato, "Savoia" 9º in Serie C/gir.D |

#### Classifica
|  | Pos. | Squadra          | Pt | G  | V | N | P  | GF | GS | DR  |
|  | ---- | ---------------- | -- | -- | - | - | -- | -- | -- | --- |
|  | 1.   | Stabia           | 23 | 14 | 9 | 5 | 0  | 42 | 12 | +30 |
|  | 2.   | Caserta          | 21 | 14 | 8 | 5 | 1  | 24 | 11 | +13 |
|  | 3.   | Nola             | 16 | 14 | 6 | 4 | 4  | 24 | 21 | +3  |
|  | 4.   | Monte dei Paschi | 15 | 14 | 6 | 3 | 5  | 20 | 19 | +1  |
|  | 5.   | Salernitana      | 12 | 14 | 5 | 2 | 7  | 19 | 24 | -5  |
|  | 5.   | Giovinezza       | 12 | 14 | 3 | 6 | 5  | 21 | 32 | -11 |
|  | 7.   | Battipagliese    | 9  | 14 | 4 | 1 | 9  | 28 | 28 | 0   |
|  | 8.   | Torre Annunziata | 4  | 14 | 2 | 0 | 12 | 14 | 45 | -31 |

Legenda:
      Promosso in Serie C.
Regolamento:
Due punti a vittoria, uno a pareggio, zero a sconfitta.
A parità di punti le squadre erano classificate a pari merito.

## Puglia
Direttorio XIV Zona (Puglia).
Sede: Corso Vittorio Emanuele, 193 - Bari tel. 13404.
Presidente: cav. avv. Sebastiano Roca
Segretario: avv. Alfredo Zallone
Cassiere: rag. Carmine Zito
Fiduciario C.I.T.A.: dr. ing. Francesco Binetti
Membri: rag. Oreste Mola e cav. avv. Vincenzo Lorusso.
Cambio di denominazione:
- Da U.S. Matera di Matera a A.S. Materana di Matera.

### Girone A

#### Squadre partecipanti
| Club                           | Città            | Stagione precedente |
| ------------------------------ | ---------------- | ------------------- |
| S.S. Armando Diaz              | Bisceglie (BA)   |                     |
| O.N.D. U.S. Barletta           | Barletta (BA)    |                     |
| U.S. Cavour                    | Trani (BA)       |                     |
| U.S. Cerignola (B = riserve)   | Cerignola (FG)   |                     |
| U.S. Foggia (B = riserve)      | Foggia           |                     |
| Dop. Giovinazzo Sez. Sportiva  | Giovinazzo (BA)  |                     |
| A.S. Manfredonia (B = riserve) | Manfredonia (FG) |                     |
| A.S. Molfetta (B = riserve)    | Molfetta (BA)    |                     |

#### Classifica
|  | Pos. | Squadra            | Pt       | G  | V | N | P | GF | GS | DR |
|  | ---- | ------------------ | -------- | -- | - | - | - | -- | -- | -- |
|  | 1.   | Molfetta B         | 14       | 10 |   |   |   |    |    |    |
|  | 1.   | Armando Diaz       | 14       | 10 |   |   |   |    |    |    |
|  | 3.   | Manfredonia B      | 10       | 10 |   |   |   |    |    |    |
|  | 3.   | Audace Cerignola B | 10       | 10 |   |   |   |    |    |    |
|  | 5.   | Cavour             | 9        | 10 |   |   |   |    |    |    |
|  | 6.   | Foggia B           | 3        | 10 |   |   |   |    |    |    |
|  | --   | Barletta           | Ritirato |    |   |   |   |    |    |    |
|  | --   | Giovinazzo         | Ritirato |    |   |   |   |    |    |    |

Legenda:
      Ammesso alle finali regionali.
Regolamento:
Due punti a vittoria, uno a pareggio, zero a sconfitta.
A parità di punti le squadre erano classificate a pari merito.
Note:
Barletta e Giovinazzo si ritirarono all'inizio del campionato e si dovette riscrivere il calendario.

### Girone B

#### Squadre partecipanti
| Club                    | Città               | Stagione precedente |
| ----------------------- | ------------------- | ------------------- |
| U.S. Bari (B = riserve) | Bari                |                     |
| A.S. Materana           | Matera              |                     |
| F.G.C. Noicattaro       | Noicattaro (BA)     |                     |
| O.N.D. Palo             | Palo del Colle (BA) |                     |
| O.N.D. Triggiano        | Triggiano (BA)      |                     |

#### Classifica
|  | Pos. | Squadra        | Pt       | G | V | N | P | GF | GS | DR |
|  | ---- | -------------- | -------- | - | - | - | - | -- | -- | -- |
|  | 1.   | Materana       | 8        | 6 | 3 | 2 | 1 | 8  | 4  | +4 |
|  | 2.   | Bari B (-1)    | 6        | 6 | 3 | 1 | 2 | 11 | 8  | +3 |
|  | 3.   | Palo           | 5        | 6 | 1 | 3 | 2 | 6  | 10 | -4 |
|  | 4.   | Triggiano (-1) | 3        | 6 | 2 | 0 | 4 | 10 | 14 | -4 |
|  | --   | FGC Noicattaro | Ritirato |   |   |   |   |    |    |    |

Legenda:
Nessuna squadra partecipa al girone finale.
Regolamento:
Due punti a vittoria, uno a pareggio, zero a sconfitta.
A parità di punti le squadre erano classificate a pari merito.
Note:
Bari B e Triggiano hanno scontato 1 punto di penalizzazione in classifica per una rinuncia.

### Girone C

#### Squadre partecipanti
| Club                             | Città                    | Stagione precedente |
| -------------------------------- | ------------------------ | ------------------- |
| A.S. Arnaldo Mussolini           | Francavilla Fontana (BR) |                     |
| F.G.C. Brindisi                  | Brindisi                 |                     |
| G.S. Cantieri Tosi (B = riserve) | Taranto                  |                     |
| F.G.C. Cellino San Marco         | Cellino San Marco (BR)   |                     |
| A.S. Lecce (B = riserve)         | Lecce                    |                     |
| A.S. Taranto (B = riserve)       | Taranto                  |                     |

#### Classifica
|  | Pos. | Squadra           | Pt | G  | V | N | P | GF | GS | DR |
|  | ---- | ----------------- | -- | -- | - | - | - | -- | -- | -- |
|  | 1.   | Taranto B         | 15 | 10 |   |   |   |    |    |    |
|  | 2.   | Cantieri Tosi B   | 13 | 10 |   |   |   |    |    |    |
|  | 3.   | Brindisi          | 11 | 10 |   |   |   |    |    |    |
|  | 4.   | Arnaldo Mussolini | 9  | 10 |   |   |   |    |    |    |
|  | 4.   | Lecce B           | 9  | 10 |   |   |   |    |    |    |
|  | 6.   | Cellino (-1)      | 2  | 10 |   |   |   |    |    |    |

Legenda:
      Ammesso alle finali regionali.
Regolamento:
Due punti a vittoria, uno a pareggio, zero a sconfitta.
A parità di punti le squadre erano classificate a pari merito.
Note:
Cellino ha scontato 1 punto di penalizzazione in classifica per una rinuncia.

### Girone finale

#### Classifica
|  | Pos. | Squadra      | Pt | G | V | N | P | GF | GS | DR  |
|  | ---- | ------------ | -- | - | - | - | - | -- | -- | --- |
|  | 1.   | Brindisi     | 9  | 6 | 4 | 1 | 1 | 17 | 5  | +12 |
|  | 2.   | Molfetta B   | 6  | 6 | 3 | 0 | 3 | 11 | 12 | -1  |
|  | 3.   | Armando Diaz | 5  | 6 | 2 | 1 | 3 | 13 | 13 | 0   |
|  | 4.   | Cavour       | 4  | 6 | 2 | 0 | 4 | 10 | 21 | -11 |

Legenda:
      Campione regionale.
Regolamento:
Due punti a vittoria, uno a pareggio, zero a sconfitta.
A parità di punti le squadre erano classificate a pari merito.
Note:
Il Brindisi rinuncia alla promozione e s'iscrive al campionato di Prima Divisione 1937-1938.
Direttorio XV Zona (Lucania).
Non fu organizzato alcun campionato; le squadre di Potenza erano state aggregate alla Campania mentre quelle di Matera alla Puglia alla fine della stagione 1935-1936 (Direttorio Federale c.u. 62 del 23 luglio 1936).
Direttorio XVI Zona (Calabria).
Sede: Piazza T. Campanella, 6 - (Cosenza).
Presidente: rag. Massimo Cavalcanti
Segretario: geom. Giuseppe Corte
Cassiere: rag. Francesco Piccitto
Membro: geom. Enrico Talamo.
Non disputato.

## Sicilia
Direttorio XVII Zona (Sicilia).
Sede: Via Pignatelli, 18 - Palermo tel. 12501.
Presidente: dr. Rosario Gregorio
Segretario: Salvatore Barbaro
Cassiere: rag. Agostino Russo
Fiduciario C.I.T.A.: Francesco Paolo Serio
Membro: dr. Salvatore Pasqualino Alù.
Dichiarate disciolte a inizio stagione:
- S.S. Leonzio di Lentini
- A.S. Barcellona di Barcellona Pozzo di Gotto
Nuove affiliazioni 1936-37:
- F.G.C. Bagheria, Bagheria
- A.C. Fante, Marsala
- G.S. Giornale "L'Ora", Palermo
- A.C. Gloria, Palermo
- G.U.F., Palermo
- F.G.C. "I.M. Lanza di Trabia", Palermo
- "Juventina Palermo", Palermo
- F.G.C. Porticello, Porticello di Santa Flavia
- Dop. Postelegrafonico, Palermo
- A.S. Sciacca, Sciacca (troppo tardi per disputare i campionati)
- U.S. Trapani, Trapani (troppo tardi per disputare i campionati)

Prima Divisione

### Girone unico

#### Squadre partecipanti
| Club                       | Città                | Stagione precedente |
| -------------------------- | -------------------- | ------------------- |
| F.C. Catania (B = riserve) | Catania              |                     |
| Dop. Ferroviario           | Catania              |                     |
| A.C. Gloria                | Palermo              |                     |
| A.C. Messina (B = riserve) | Messina              |                     |
| A.C. Palermo (B = riserve) | Palermo              |                     |
| A.S. Termini Imerese       | Termini Imerese (PA) |                     |

#### Classifica
|  | Pos. | Squadra           | Pt | G  | V | N | P | GF | GS | DR |
|  | ---- | ----------------- | -- | -- | - | - | - | -- | -- | -- |
|  | 1.   | Dopol.Ferroviario | ?? | 10 |   |   |   |    |    |    |
|  | 2.   | ???               | ?? | 10 |   |   |   |    |    |    |
|  | 3.   | ???               | ?? | 10 |   |   |   |    |    |    |
|  | 4.   | ???               | ?? | 10 |   |   |   |    |    |    |
|  | 5.   | ???               | ?? | 10 |   |   |   |    |    |    |
|  | 6.   | ???               | ?? | 10 |   |   |   |    |    |    |

Legenda:
      Campione regionale, promosso in Serie C 1937-1938 ma fu poi quasi subito sciolto.
Regolamento:
Due punti a vittoria, uno a pareggio, zero a sconfitta.
A parità di punti le squadre erano classificate a pari merito.

### Seconda Divisione - girone unico
Squadre partecipanti
- F.G.C.. Bagheria, Bagheria
- A.C. Fante, Palermo
- G.S. Giornale "L'Ora", Palermo
- G.U.F., Palermo
- F.G.C. "I.M. Lanza di Trabia", Palermo
- "Juventina Palermo", Palermo
- F.G.C. Porticello, Porticello di Santa Flavia
- Dop. Postelegrafonico, Palermo

## Sardegna
Direttorio XVIII Zona (Sardegna).
Sede: Corso Vittorio Emanuele, 24 - (Cagliari) tel. 3966.
Commissario straordinario: rag. Emanuele Leo
Segretario: Aldo Ravenna 

### Divisione unica
Questo fu l’unico campionato organizzato nell’isola. Pagando però il rango di Prima Divisione si ottenne un posto di diritto per la promozione.

#### Squadre partecipanti
| Squadra                 | Città (provincia) | Stagione precedente     |
| ----------------------- | ----------------- | ----------------------- |
| U.S. Aquila             | Cagliari          |                         |
| U.S. Cagliari           | Cagliari          | 1º nel campionato sardo |
| G.S. Monteponi Iglesias | Iglesias (CA)     |                         |
| F.G.C. Nuoro            | Nuoro             |                         |
| Pro Calcio San Giorgio  | Cagliari          | 3º nel campionato sardo |
| G.U.F. Sassari          | Sassari           |                         |

#### Classifica finale
|  | Pos. | Squadra                | Pt       | G | V | N | P | GF | GS | DR  |
|  | ---- | ---------------------- | -------- | - | - | - | - | -- | -- | --- |
|  | 1.   | Cagliari               | 14       | 8 | 6 | 2 | 0 | 24 | 6  | +18 |
|  | 2.   | Aquila                 | 7        | 8 | 3 | 1 | 4 | 11 | 16 | -5  |
|  | 2.   | Pro Calcio San Giorgio | 7        | 8 | 3 | 1 | 4 | 11 | 18 | -7  |
|  | 4.   | Iglesias               | 5        | 8 | 2 | 1 | 5 | 10 | 19 | -9  |
|  | --   | GUF Sassari            | Ritirato |   |   |   |   |    |    |     |
|  | --   | FGC Nuoro              | Ritirato |   |   |   |   |    |    |     |

Legenda:

      Campione regionale sardo 1936-1937.
 Ritirato dal campionato.
Regolamento:
Due punti a vittoria, uno a pareggio, zero a sconfitta.
In caso di pari punti per le squadre fuori dalla zona promozione e retrocessione era in vigore il pari merito.
Note:
Cagliari promosso in Serie C.
G.U.F. Sassari e F.G.C. Nuoro ritirate dopo l'inizio del girone di ritorno; i risultati dell'andata sono validi per le altre squadre.

## Tripolitania
Direttorio XIX Zona (Tripolitania).
Sede: Ufficio Sportivo P.N.F. - (Tripoli) tel.1714.
Presidente: dott. rag. Enrico Tosini
Segretario-cassiere: Santo Di Gaetano
Fiduciario C.I.T.A.: cap. Giovanni Galassi

### Fusione
U.S. Belker e Gioventù Araba del Littorio si fondono nella Gioventù Araba del Littorio di Tripoli.

### Cambio di denominazione all'inizio della stagione
Da 2ª Legione Libica M.V.S.N. a Squadra Presidio Militare - Garian.

### Squadre partecipanti alla 1ª Divisione
- Aviazione, Aeroporto di Castel Benito Tripoli (cremisi);
- Ente Coloniale Dopolavoro, Tripoli;
- 1º Reggimento Fanteria d'Africa, Tripoli;
- F.G.C. (Fascio Giovanile di Combattimento), Tripoli;
- G.A.L. (Gioventù Araba del Littorio), Tripoli.

### Squadre partecipanti alla Seconda Divisione
- F.G.C. (B = riserve), Tripoli;
- G.A.L. (B = riserve), Tripoli;
- G.U.F., Tripoli;
- Squadra Presidio Militare, Garian;
- U.S. Tripolina, Tripoli (rosso-blu).

Direttorio XX Zona (Cirenaica).
Sede: Casella Postale 187 - (Bengasi).
Presidente: Carlo Santi
Rappr. Comandi Militari: Maggiore Dario Craveri
Rappr. Fasci Giovanili: Alessandro Magri
Membri: Bernardino Franzoni, Galileo Del Rio, dr. Giuseppe Cuccurullo, e Adolfo Rossoni.
Direttorio XXI Zona (Somalia).
Sede: (Mogadiscio).
Presidente: dr. Luigi Saverio Bertazzoni.
Direttorio XXII Zona (Egeo).
Sede: presso F.R.A.T.R.E.S. - (Rodi).
Commissario: prof. Giovanni Giulianini.
Affiliate:
1. F.E.R.T., Rodi;
Pol. Marechiaro, Rodi;
S.G. Speranza, Cremasco di Rodi.